# Vastagfarkú mongúz
A vastagfarkú mongúz (Bdeogale crassicauda) az emlősök (Mammalia) osztályának, a ragadozók (Carnivora) rendjének, a macskaalkatúak (Feliformia) alrendjének és a mongúzfélék (Herpestidae) családjának Bdeogale nemébe tartozó egyik faja.

## Jellemzői
A vastagfarkú mongúz egy közepes méretű mongúzfaj, barna színű szőrzettel. Testhossza a fejét is beleértve kevesebb, mint 50 centiméter, a farka legfeljebb 30 centiméteres, az állat pedig legfeljebb 2 kilogrammot nyom. Nincsenek látható különbségek a hímek és a nőstények méretében, habár a hímek némileg nehezebbek lehetnek. A nőstényeknek két pár emlőjük van. Öt, a tanzániai Arusha Nemzeti Parkban fogott egyed fej-test hosszúsága 38,3-40,7, farokhosszuk 23, lábuk 7,4-7,7 centiméter hosszú, tömegük pedig 1,273-1,3 kilogramm volt. Jellegzetességei a mellső és a hátsó lábakon egyaránt négy-négy ujj, vaskos és robusztus karmokkal, valamint a névadó vastag, bozontos farka. A vele összehasonlítva valamivel nagyobb feketelábú mongúz (Bdeogale nigripes) világosabbnak tűnik hozzá képest és ezüstösszürke színezete van, ami a sötét lábakkal éles kontrasztban áll. Az elterjedési területének déli részén a vastagfarkú mongúzzal szimpatrikusan (egymást átfedő területen) előforduló Selous-manguszta (Paracynictis selousi) szintén valamivel nagyobb, szürkés színű és fehér farokhegye van. A vastagfarkú mongúz aljszőrzete sűrű, fedőszőrzetének szálai 5-45 milliméter hosszúak. Feje lekerekített, fülei rövidek, gyapjasak, pofája pedig puha, sűrű, bársonyos szőrű. Fogképlete I 3/3 - C 1/1 - P 4/4 - M 2/2, így összesen 40 foga van. Felső szemfogai közel egyenesek, elülső és hátulsó oldalukon éles vágóperemmel és lapított belső felülettel, az alsó szemfogak határozottan görbültek. Nyelvén nagy, szúrós, hátrafelé álló, szarvszerű szemölcsök találhatók. Az íriszei szürkésbarnák, a pupillái vízszintesek.

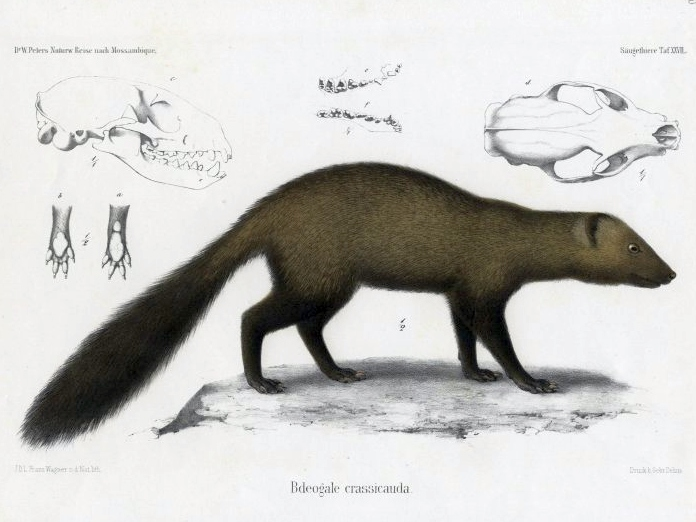
Illusztráció az állatról, koponyájáról és lábairól

## Elterjedése, élőhelye
A vastagfarkú mongúz elterjedési területe Kelet-Afrikában található, Kelet-Zimbabwétől és Közép-Mozambiktól észak felé Malawin, Kelet-Zambián, Tanzánián és a Kongói Demokratikus Köztársaság délkeleti részén át a kenyai Lukenya-hegy előhegyeiig. Ezen kívül a faj Zanzibáron is előfordul. Elszigetelt feljegyzések vannak róla az észak-zambiai Mweru Wantipából és a Zambézi folyó középső részének zimbabwei oldaláról, a Kariba-tó közeléből. Jelenléte erősen gyanúsítható a zambiai Alsó-Zambézi Nemzeti Parkban, azonban megjegyzendő, hogy ez még megerősítésre vár. Jelentették Jemenből is, bár egyesek szerint ez is megerősítésre szorul. A faj 230-1850 méteres tengerszint feletti magasságban fordul elő.
Bár a faj Kelet-Afrika nagy részén elterjedt, mégis ritkának tartják. Úgy tűnik, ritkaságának okai nem függnek össze az élőhelyével vagy specalizált étrenddel; néhány, egyelőre ismeretlen belső tényezőt javasoltak magyarázatként a ritkaságára.

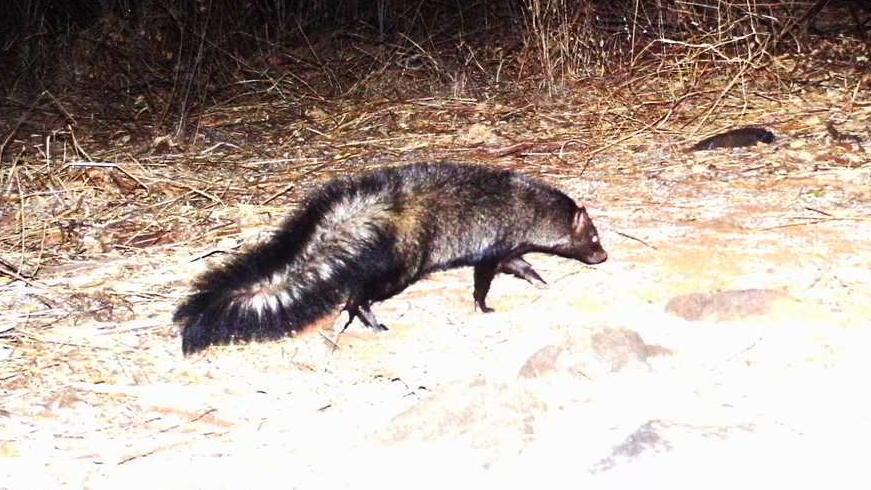
Kameracsapdás éjszakai felvétel Tanzániából

Mérete és rejtőzködő természete miatt a faj elterjedési területe nem teljesen ismert, bár látszólag a folyók közelében lévő, rejtekhelyet biztosító helyeket preferálja. Elsősorban nyílt cserjésekben és többrétegű erdőkben él; ezen élőhelyek kevésbé változékonyak a hőmérsékletet és páratartalmat tekintve. Észak-Tanzániában a Ngorongoro Természetvédelmi Területen, a Biharamulo-Burigi-Kimisi Vadrezervátumban és a Mahale-hegység Nemzeti Parkban több mint 31 olyan helyről jegyezték fel a vastagfarkú mongúzt, ahol vadkamerákat használtak, főleg akáciaerdőkben és parti zónákban. Mozambikban szintén akáciaerdőkből, Zimbabwében Brachystegia-erdőkből, a tanzániai Udzungwa-hegységben hegyi és bambuszerdőkből, Zanzibáron koralltörmelékes bozótosokból és talajvizes erdőkből, Zambiában pedig miombo ligeterdőkből jegyezték fel. Sziklakibúvásokról és mopane ligeterdőkből ugyancsak feljegyezték.

## Életmódja
A faj éjszakainak és magányos életmódúnak tűnik, bár alkalmanként nappal is megfigyelnek egyedeket. A fogságban tartott példányok a nap nagy részében alszanak, és estig nem jönnek elő, a vadonban valószínűleg jól eldugott üregekben húzódnak meg nappal. Táplálkozási szokásairól viszonylag kevés adat van, bár nagyrészt rovarevőnek tűnik (noha az IUCN Vörös Listája szerint mindenevő). Hét gyomor tartalmának vizsgálata során hatban bukkantak fel rovarok, négyben hüllők, kettőben kétéltűek, egérfélék és ezerlábúak, míg egyben pókok, skorpiók, csigák és némi fű. Egy állítás szerint azonban a vastagfarkú mongúz szinte kizárólag rovarokkal, elsősorban hangyákkal és termeszekkel táplálkozik. Noha karmai vaskosak és robusztusak, nem tükröznek ásó életmódot, mint ahogyan néhány más mongúzé; valószínűleg arra használja őket, hogy rovarok kereséséhez felkaparja a földet.
Egy nőstényt megnőtt utódaival decemberben találtak Kenyában, azonban nem találtak bizonyítékot arra, hogy az augusztusban, szeptemberben, októberben és decemberben (Zimbabwében) fogott nőstények szaporodnak. Azonban más afrikai fajok adatai alapján a szaporodás valószínűleg az év nedvesebb hónapjaiban történik, a márciustól májusig, illetve októbertől decemberig tartó monszunperiódusoknak megfelelően. Az almok méretéről, gyakoriságáról, az anyai gondozás időszakáról és az ivarérésig tartó időtartamról, vagy a szaporodás más jellemzőiről nincsenek adatok.
Ezen faj egyik megkülönböztető jellemzője az elfogásakor tanúsított szelídsége; az elfogott példányok nem ugattak vagy tettek kísérletet a csapdákból való menekülésre. Ezt a szelídséget a feketelábú mongúznál is lejegyezték, így lehetséges, hogy ez a nemnek egy viselkedési jellegzetessége.

## Rendszertana
A vastagfarkú mongúz a Bdeogale nembe tartozó három vagy négy faj egyike, egyben a típusfaja. A típuslelőhelye (ahonnan a példány, amelyről először leírták a fajt, származott) Mozambikban található. Specifikus neve a latin crassus (vastag, sűrű) és cauda (farok) szavakból ered. Ezen fajt legfeljebb öt alfajra osztják fel, ezekről azonban csak nagyon kevés anyag elérhető:
- Bdeogale crassicauda crassicauda - Dél-Tanzánia, Kelet- és Északkelet-Zambia, Dél-Malawi, Közép-Mozambik;
- B. c. nigrescens - Dél-Kenya, a típuslelőhelye a Lukenya-hegy, Nairobitól 37 kilométerre délkeletre;
- B. c. omnivora - Északkelet-Tanzánia, Délkelet-Kenya, típuslelőhelye Mazerasnál található, az egykori Brit Kelet-Afrikában (ma Kenya). A Természetvédelmi Világszövetség (IUCN) önálló fajként listázza Bdeogale omnivora (Sokoke-mongúz) néven;[6]
- B. c. puisa - Délkelet-Tanzánia, Északkelet-Mozambik, először önálló fajként írták le Bdeogale puisa néven;
- B. c. tenuis - Zanzibár

### Genetika
Bár erről a fajról nem publikáltak idiogramot (kromoszómatérképet), a közeli rokon feketelábú mongúz kariotípusa 2n=36, azaz 36 kromoszómája van 18 párban (17 pár autoszóma). Egy, a mongúzok családján belül végzett 2006-os géntanulmány azt mutatta ki, hogy a Bdeogale genusz genetikailag egy kládba csoportosítható a Cynictis (rókamanguszta), Ichneumia (fehérfarkú ichneumon) és Rhynchogale (Meller-manguszta) nemekkel.

## Természetvédelmi helyzete
A vastagfarkú mongúzra az élőhelyek pusztulása és töredezése, a zsákmányfajok megfogyatkozása és a szarvasmarhák legeltetése által okozott földhasználati változások vannak negatív hatással. Azonban széles körben elterjedt egy sor élőhelyen, elég gyakorinak bizonyult az olyan helyeken, ahol kameracsapdás felméréseket végeztek, nincsenek egyértelmű, jelentős fenyegetések rá nézve, és elterjedési területén keresztül számos védett területen fordul elő.
A fajról szóló beszámolók többsége szerint ritka, de a közelmúltban a zambiai Észak-Luangwa-völgyben és Tanzániában végzett kameracsapdás felmérések során az egyik leggyakrabban feljegyzett ragadozónak találták. Ez a faj volt egyben a leggyakrabban vadkamerával rögzített állat a Keleti-ív-hegység más részein. A jelenlegi tudás szerint nincsenek jelentős fenyegetések a fajra nézve, azonban a miombo ligeterdők intenzív emberi hasznosítás alatt állnak az erőforrások kitermelése céljából, ezért szükség lehet helyi kezelési tervek kidolgozására annak érdekében, hogy megfelelő élőhelyvédelmet biztosítsanak a faj számára. Nem ismert, hogy húsát felhasználják-e, és bár úgy tűnik, hogy nem használják a hagyományos gyógyászatban Tanzániában, de esetenként hurokcsapdákba kerülhet mellékfogásként. Elterjedési területén keresztül számos védett területen fordul elő, beleértve többek között a zambiai Észak-Luangwa Nemzeti Parkot, Tanzániában pedig a Selous Vadrezervátumot, a Mahale-hegység Nemzeti Parkot, az Arusha Nemzeti Parkot, a Ngorongoro Természetvédelmi Területet, a Manyara-tó Nemzeti Parkot, valamint az Usambara- (Amani Nemzeti Park), az Ukaguru-, Uluguru- és Udzungwa-hegységet. Feljegyezték a tanzániai partvidéken a Pangani és a Saadani Nemzeti Parkban is. Mindezek miatt a vastagfarkú mongúzt nem fenyegetett fajként (LC) tartják számon.

## Fordítás
Ez a szócikk részben vagy egészben  a   Buschschwanzmanguste című német Wikipédia-szócikk ezen változatának fordításán alapul.  Az eredeti cikk szerkesztőit annak laptörténete sorolja fel. Ez a jelzés csupán a megfogalmazás eredetét és a szerzői jogokat jelzi, nem szolgál a cikkben szereplő információk forrásmegjelöléseként.